# Еј, мој Милане
„Еј, мој Милане” је народна песма српске фолк певачице Весне Змијанац, издата на албуму Зар би ме лако другоме дао 1985. године за издавачку кућу ПГП РТБ. У питању је десета песма, односно пета на Б страни албума, који је снимљен уз оркестар Мирољуба Аранђеловића Кемиша, који је радио аранжмане. Песму је компоновао Божидар Антонијевић, а текст написао Мирко Глишић. Продуцент је био Златко Вићентијевић, а цео албум је имао статус сребрне плоче.